# ماكس ريان
ماكس ريان (بالإنجليزية: Max Ryan)‏ (و. 1967 – م) هو ممثل، وممثل أفلام، من المملكة المتحدة، ولد في إنجلترا.

## وصلات خارجية
- ماكس ريان على موقع IMDb (الإنجليزية)
- ماكس ريان على موقع ألو سيني (الفرنسية)
- ماكس ريان على موقع أول موفي (الإنجليزية)
- ماكس ريان على موقع قاعدة بيانات الأفلام السويدية (السويدية)
- ماكس ريان على موقع قاعدة بيانات الفيلم (الإنجليزية)
- ماكس ريان على موقع كينوبويسك (الروسية)